# Coniceromyia disparivena
Coniceromyia disparivena är en tvåvingeart som beskrevs av Borgmeier 1950. Coniceromyia disparivena ingår i släktet Coniceromyia och familjen puckelflugor. Inga underarter finns listade i Catalogue of Life.